# Pedrógão (Vidigueira)
Pedrógão ist eine Gemeinde (Freguesia) im Alentejo in Portugal und liegt im Landkreis von Vidigueira. Die Gemeinde hat eine Gesamtfläche von 125,7 km² und es leben dort 937 Einwohner (Stand 19. April 2021). Die Bevölkerungsdichte beträgt 7,5 Einwohner pro km².

## Geschichte
Die Besiedelung dieser Gegend geht schon auf die Kelten und danach auf die Römer zurück. In Corte Serrão kann man heute noch keltische Kultsteine (Anta) sehen. Die Ausgrabungen von Monte do Peso, einer frührömischen Wohnstätte, zeugen von der Besiedlung während des Römischen Reiches.
Der Ort verfügt über eine Kirche:
- Igreja de Santa Maria de Marmelar oder Igreja de Santa Brígida